# گارگین دوچیان
گارگین دوه‌چیان (ارمنی: Գարեգին Դևեջյան؛ انگلیسی: Karekin Deveciyan؛ ۱ ژانویهٔ ۱۸۶۸ – ۸ ژانویهٔ ۱۹۶۴) پدیدآور، جانورشناس، و نویسنده ارمنی‌تبار اهل ترکیه بود.

## آثار
- Türkiye'de Balık ve Balıkçılık